# 卡特克里克 (蒙大拿州)
卡特克里克（英語：Cat Creek）是位於美國蒙大拿州石油縣的非建制地區。

## 歷史
卡特克里克的郵局於1922年設立，其後於1996年停運。

## 地理
卡特克里克所處的海拔為高於海平面886米（即2907英呎），而該地所採用的時區為UTC-6，即北美山地時區（MST）。同時該地設有夏令時間，為UTC-7調快一小時，即UTC-6（MDT）。